# Энгел, Лоннеке
Лоннеке Энгел (англ. Lonneke Engel, род. 14 июня 1981 года, Эйндховен, Нидерланды) ― голландская фотомодель и предприниматель. Наиболее известна своей работой с брендом Ralph Lauren. Она является основателем сайта Organice Your Life.

## Биография
Лоннеке Энгел родилась 14 июня 1981 года в Эйндховене, Нидерланды. Её младшая сестра, Марло Энгел, тоже модель. Энгел свободно владеет голландским и английским языками.
Она начала работать моделью в возрасте 12 лет. После знакомства с фотографом, Брюсом Вебером стала лицом таких брендов, как Guess, Versace Jeans и Abercrombie & Fitch. Она наиболее известна своими эксклюзивными кампаниями с Ralph Lauren и косметикой Covergirl, с которой она работала более десяти лет.
За время своей модельной карьеры она снималась в рекламе Roberto Cavalli, Chanel Allure, Kate Spade Twirl, Bebe, Brunello Cucinelli, Alberto Guardiani и London jeweller David Morris. В дополнение к многочисленным разворотам в журналах, она также снималась для каталогов J. Crew и Neiman Marcus. Энгел появлялась на обложках нескольких журналов, включая Elle, Vogue, Harper's Bazaar, Avant Garde и Marie Claire. Но её печально известное появление было на обложке мартовского выпуска 1999 года Seventeen, а в январе 2011 года она появилась на обложке Sports Illustrated South Africa.
Она появилась в музыкальном клипе Tiësto «Love Comes Again» в 2004 году. А также в рекламе автомобилей BMW I модели в 2012 году.
В 2006 году состояла в отношениях с Дэвидом Блейном.
В 2008 году Энгель основала сайт о стиле жизни Organice Your Life. Она получила сертификат тренера по здоровью в Институте интегративного питания в Нью-Йорке в 2009 году.
В 2012 году, после двух десятилетий работы моделью, Энгел покинула модельный бизнес, чтобы сосредоточиться на своем сайте. С 2014 года Энгель также является американским агентом дизайнера обуви Мано Макиато. Она работает над детской книгой, в которой рассказывается о её приемной собаке из приюта Вито.
В ноябре 2013 года вышла замуж за Дирка Вереста, церемония состоялась в их нью-йоркском лофте.
Энгел также является глубоко убежденным консерватором, она поддержала Дональда Трампа во время президентских выборов в США в 2016 году. Она занимала ту же позицию во время президентской кампании 2020 года.